# Eurya loquaiana
Eurya loquaiana là một loài thực vật có hoa trong họ Pentaphylacaceae. Loài này được Dunn mô tả khoa học đầu tiên năm 1908.